# 자전거를 타고 온 연인
"자전거를 타고 온 연인"은 1992년에 개봉한 대한민국의 영화이다.

## 캐스팅
- 배윤진
- 신은경
- 박영선
- 김수안
- 송금식
- 남포동
- 조태봉
- 송복철
- 김진우
- 김학성
- 최명호
- 신재명
- 홍석연
- 김훈태
- 허진화
- 박성진
- 박선주
- 황인조
- 문창근
- 상일환
- 조병옥
- 우승봉
- 고명안
- 최수억
- 이형수
- 원남연
- 이용인
- 이상영
- 박부양
- 김춘식 (우정출연)
- 이진 (우정출연)
- 김현석 (우정출연)
- 윤명오 (우정출연)
- 이창세 (우정출연)
- 최민수 (우정출연)
- 이난영 (우정출연)

## 수상
- 1992년 제16회 황금촬영상
  - 연기대상 - 박영선
  - 신인촬영상 - 이동삼